# Болонская школа фехтования
Боло́нская школа фехтования или школа Дарди́ — обобщающий термин служит для определения стиля фехтования, возникшего в городе Болонья в начале XV, и просуществовавшего до начала XVIII века. Однако, записи указывают, что фехтовальщики вели обучение в этом городе ещё в XIV веке: маэстро Росолино в 1338 году, маэстро Нэрио в 1354 и маэстро Франческо в 1385 годах.
Основателем школа считается Липо Дарди Филиппо Бартоломео Дарди (Lippo di Bartolomeo Dardi), профессор математики и астрономии в Болонском университете, который также был признан мастером фехтования. В 1415 году он открыл фехтовальный зал и начал преподавать, всего через несколько лет после того, как Фиоре де Либери завершил свой знаменитый трактат по фехтованию «Цветок Битвы». Болонское фехтование считается последним крупным стилем средневекового фехтования и одним из первейших стилей эпохи Ренессанса.
Болонская школа фехтования включает в себя не только использование холодного оружия, но и приемы рукопашноного боя. Школа Дарди стала основой для трактата Акилле Мароццо «Новый Труд» (итал. «Opera Nova»).
Школа Дарди, в основном, базировалась на элементах фехтования одним мечом (чаще всего упоминается шпага), а мастера уделяли большее внимание приёмам защиты, чем ударам и уколам оружия. В качестве вспомогательного оружия иногда использовали щит, кинжал или плащ. Техника болонских мастеров также имела систему приёмов для бастарда и двуручного меча, которая утратила своё значение из-за популяризации шпаг. Кроме этого, существовали инструкции для применения секир и древкового оружия.